# Granma (yate)
 Granma es el nombre de una embarcación adquirida en Tuxpan de forma clandestina por un grupo de exiliados cubanos en Abasolo (Tamaulipas) México, liderado por Fidel Castro, que conformaban el Movimiento 26 de Julio. El barco fue comprado a un estadounidense, y el nombre Granma proviene de un apodo común en inglés para una abuela (abreviatura de "grandmother"). Este barco fue posteriormente usado por 82 expedicionarios de dicho movimiento en el desembarco con fines revolucionarios que encabezó Fidel Castro y entre los que participaron el Che Guevara, Raúl Castro, Camilo Cienfuegos, Juan Almeida Bosque y Ramiro Valdés, entre otros.
En la madrugada del 25 de noviembre de 1956, bajo la lluvia el yate Granma comenzó a navegar por las quietas aguas del río Tuxpan, México. El barco llegó a las costas orientales de Cuba el 2 de diciembre de 1956 cerca de la playa Las Coloradas en el municipio de Niquero y marcó el inicio de las luchas guerrilleras, que culminarán con el triunfo de la Revolución Cubana el 1 de enero de 1959.
En la actualidad el barco se exhibe en el Monumento Granma adjunto al Museo de la Revolución en La Habana.

## Antecedentes

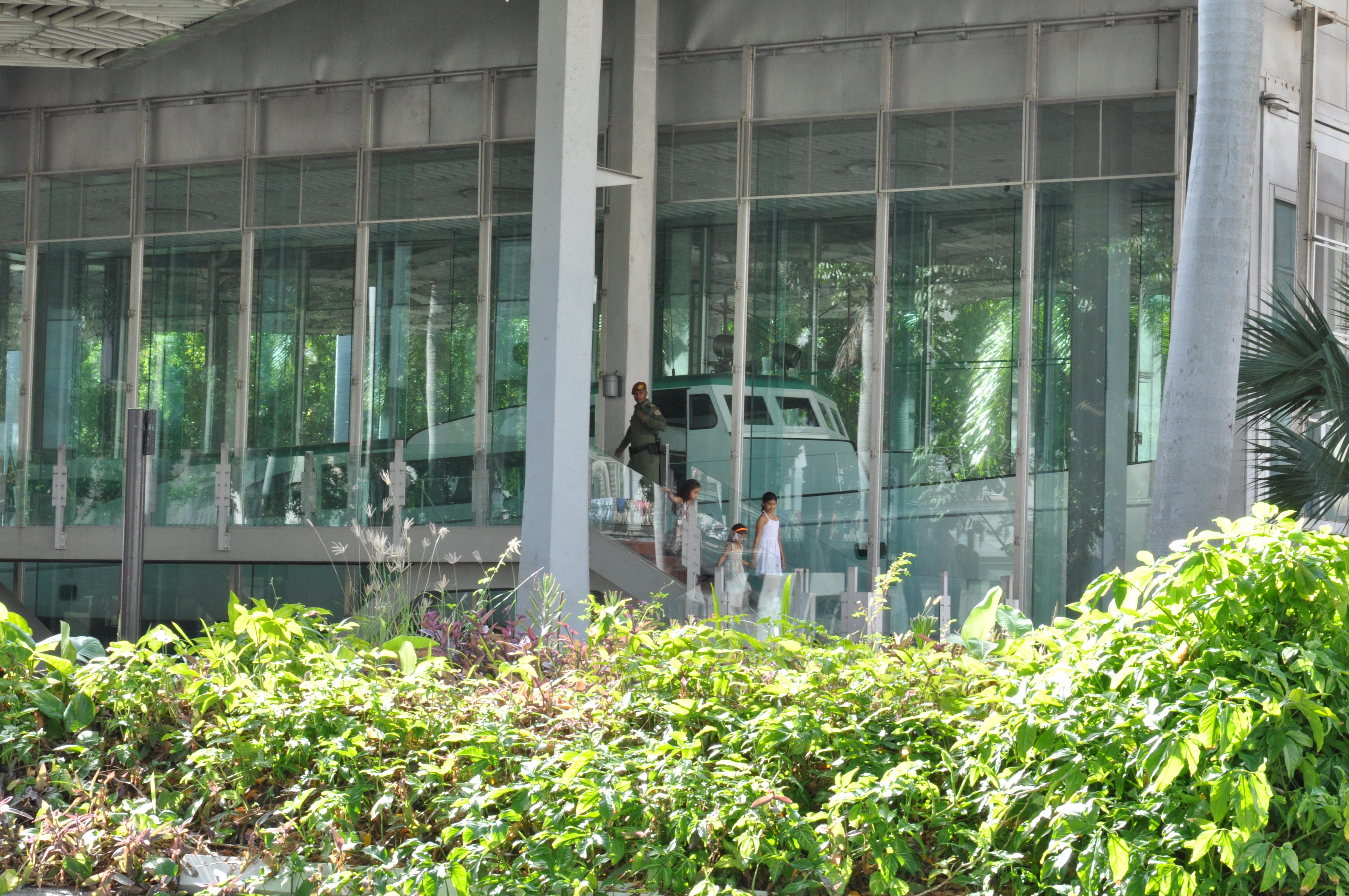
«El Granma» en el Museo de la Revolución (La Habana)

Tras el fracaso del asalto al Cuartel Moncada (26 de julio de 1953), Fidel Castro y 31 de sus compañeros supervivientes fueron condenados a prisión. Castro fue condenado a 15 años de cárcel. Sin embargo, la presión popular y el esfuerzo de sus familiares hizo que, tras 22 meses presos en el Presidio Modelo, isla de Pinos, fuesen amnistiados por el dictador Fulgencio Batista en mayo de 1955. Fidel Castro se dirige a México desde donde prepara una expedición a Cuba para comenzar una insurrección armada contra la dictadura batistiana.

## Características y compra del barco
Para la travesía se necesitaba una embarcación cuya compra estuvo a cargo de el Cuate, apodo de un mexicano llamado Antonio del Conde. Este personaje conserva consigo una copia de la escritura de compra y venta original de la embarcación. Según ella el yate fue construido en 1943, hecho de madera y motor de aceite con una sola cubierta, sin mástil, proa inclinada y popa recta.
La embarcación estaba matriculada en el puerto de Tuxpan, con el objetivo de realizar navegación de altura y viajes de recreo o para pasar fines de semana en el mar.
Su señal directiva era X.C.G.E , el casco en madera, eslora mide 19.2 metros, manga 4.76 metros y posee un puntal de 2.40 metros. Su tonelaje bruto es de 54.88 ton (neto 39.23 tn) y estaba impulsado por dos motores Gray GM con una potencia de 225 cc, que le permitían desarrollar una velocidad máxima de 17 km/h.
Cuando se produce la compra del mismo el propietario era Schuylkill Products Company Inc., la empresa que lo vendió declaró que desde el 10 de octubre de 1956 quedó clara la venta a Antonio del Conde por 50.000 pesos mexicanos (4.000 dólares en 1956), aportados por el expresidente cubano Carlos Prío Socarrás y Teresa Casuso Morín. Esta empresa tuvo interés en que quedara explícito que ella no tenía ninguna responsabilidad con el posterior uso del barco Granma. Tal vez pudiese estar claro del objetivo final del yate. La escritura se hace legal el 30 de mayo de 1957, es decir, cuando ya los revolucionarios se encontraban en las montañas de la Sierra Maestra combatiendo por la toma de Cuba.
La embarcación fue adquirida un mes y medio antes de salir del puerto de Tuxpan, y es probable que por ello los vendedores exponen que desde que el Cuate tomó posesión del mismo la ha usado y usufructuado a su entera satisfacción y por su exclusiva cuenta y riesgo, sin ninguna responsabilidad para la compañía vendedora. Ha contado el Cuate que cuando fue con Fidel Castro a ver el yate Granma al puerto Tuxpan, inmediatamente lo inspeccionó y en ese momento quedó decidido que en el Granma harían su viaje los revolucionarios cubanos.

## La travesía

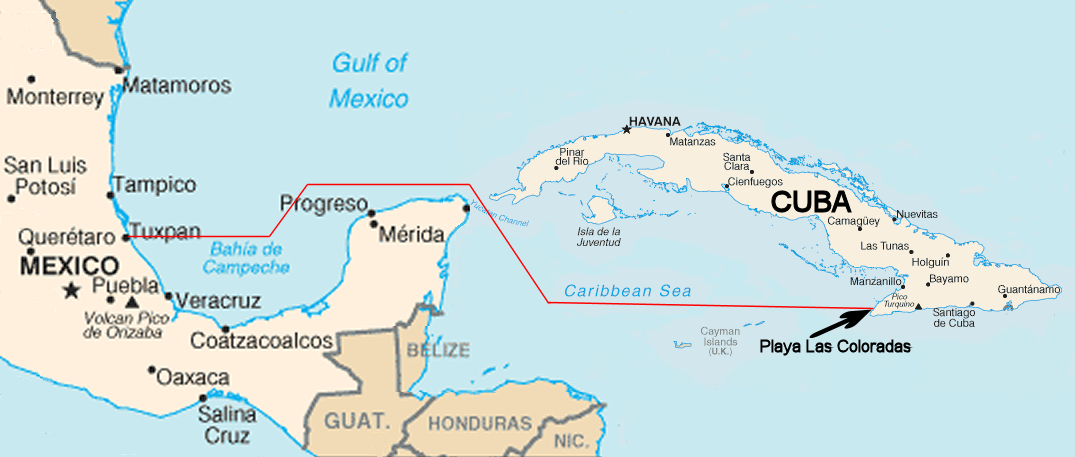
Itinerario del Granma

Pasados unos minutos de la primera hora del 25 de noviembre de 1956, bajo la lluvia fría, el yate Granma, comenzó a navegar sigilosamente de Santiago de la Peña, por las aguas del río Tuxpan; debía burlar la vigilancia del faro y un puesto naval de la marina mexicana existente en la salida al mar abierto. Ya allí, comenzaron los vientos fuertes y el batir de las olas, originando bandazos en la embarcación que provocaron mareos y vómitos en muchos de los expedicionarios.
Alejados de la costa mexicanas y burlando la guardia fronteriza, encendieron las luces y cantaron el Himno Nacional de Cuba y la Marcha del 26 de julio, concluyeron pronunciando consignas revolucionarias. Fidel Castro que iba al mando, ordenó armar a varios compañeros, por si los guardafronteras mexicanos trataban de detenerlos. Entre el 25 y el 27 de noviembre los expedicionarios navegaron por el golfo de México.
En la madrugada del 28 se adentraban en el mar Caribe y el 29 por la madrugada se ordenó prepararse para el combate, pues se acercaban dos naves sospechosas; sin embargo, eran dos pesqueros que pasaron de largo. Durante el 30 de noviembre, el yate mantuvo el rumbo hacia la isla; ese día la radio del Granma captó las noticias en las que se hablaba del levantamiento en Santiago de Cuba.
Había fallado una de las premisas fundamentales del plan táctico que era la concentración del alzamiento en Santiago de Cuba con el desembarco para distraer las fuerzas. Batista tenía información de la salida del yate y su propósito. Los mandos militares del gobierno, habían circulado la descripción del barco, con instrucciones para su captura.
No obstante, en la noche del día primero ya el Granma se acercaba a la zona escogida para el desembarco. Roque y Mejía, piloto y timonel respectivamente, se turnaban en la cabina, oteando en la noche los destellos del faro de Cabo Cruz. Pasada la media noche y cuando Roque miraba el horizonte, una fuerte ola sacudió la embarcación y el vigía fue lanzado al mar.
Fidel ordenó detener la marcha para rescatarlo. El mal tiempo y la noche cerrada impedían encontrar a Roque. Estuvieron cerca de una hora escudriñando el encrespado mar con las linternas, pero nada. Muchos ya lo creían ahogado y pensaban que nada quedaba por hacer; sin embargo. Fidel ordenó continuar la búsqueda. Un nuevo y más abierto giro permitió escuchar una voz casi apagada, pero suficiente para guiar a la nave hasta el extenuado expedicionario. Con una soga y con bastante esfuerzo, lograron rescatarlo.
Una hora más tarde divisaron las luces del faro de Cabo Cruz. Enfilaron por el canal de Niquero hasta llegar a las boyas, que, por cierto, no coincidían con los datos de la carta náutica. Les surgió la duda de dónde se encontraban, disminuyeron la velocidad y cambiaron el rumbo. Fidel Castro decidió dirigirse a la costa para desembarcar, y en la tarde del primero de diciembre informó a todos que lo harían de un momento a otro en un punto cercano de Niquero, al sur de Oriente. También dio a conocer la estructura militar que asumirían. En una punta de mangle nombrada Los Cayuelos, a dos kilómetros de la playa Las Coloradas —que es donde debieron haber bajado—, el Granma encalló, lo cual obligó a adelantar el desembarco. Eran las 06:50 horas del 2 de diciembre de 1956.
Utilizaron el bote auxiliar para transportar a tierra el armamento y demás materiales de guerra, pero fue tanto el peso que la pequeña embarcación no pudo resistir y se hundió. Cada cual debió cargar lo suyo. Faltando ya solamente por bajar el pelotón de retaguardia, pasaron cerca del yate una lancha de cabotaje y un barco arenero. Se hizo más urgente el abandono del Granma y, por carecer de petróleo, no pudo cumplirse la idea inicial de Fidel de que regresara a las costas de Caimán Brac.

## La llegada a Cuba

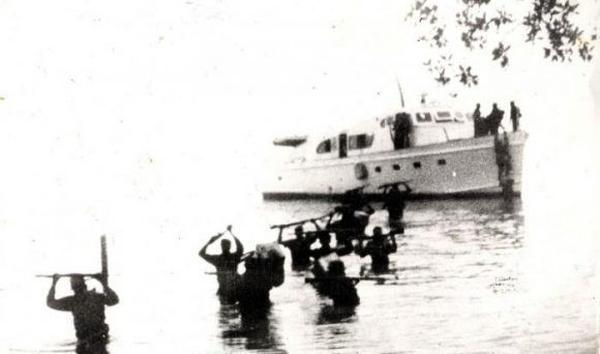
Combatientes desembarcando del barco Granma hacia las costas cubanas.

El 2 de diciembre de 1956, en una punta de mangle nombrada Los Cayuelos, a dos kilómetros de la playa Las Coloradas, encalló el Granma, lo cual obligó a adelantar el desembarco para las 06:50 horas. La llegada fue llena de dificultades al paso de marabú, pantanos que dejaban el fango por el cuello durante más de un kilómetro.
Transcurridas dos horas de marcha, Crespo distingue el verdor de una franja de terreno y los contornos de un bohío. La vanguardia se dirigió de inmediato en esa dirección. Anduvieron por dos horas para llegar al lugar, aunque todavía no tenían la certeza de estar en la isla grande.
En un breve descanso y mientras esperaba que se incorporaran los demás, Fidel dijo a Crespo que fuera a explorar una casa que dijo haber visto. Allí encontró al campesino Ángel Pérez Rosabal, quien tras ser conducido ante Castro, confirma que estaban en tierra firme.
Llegamos a tierra firme, perdidos, dando traspiés como otras tantas sombras o fantasmas que marchan en respuesta a algún oscuro impulso psíquico. Habíamos pasado siete días de hambre y enfermedades constantes durante la travesía por mar, coronados por tres días aún más terribles en tierra. Exactamente 10 días después de nuestra salida de México, en la madrugada del 5 de diciembre, luego de una marcha nocturna interrumpida por desmayos y frecuentes descansos, llegamos a un lugar conocido paradójicamente como Alegría de Pío.

## Legado

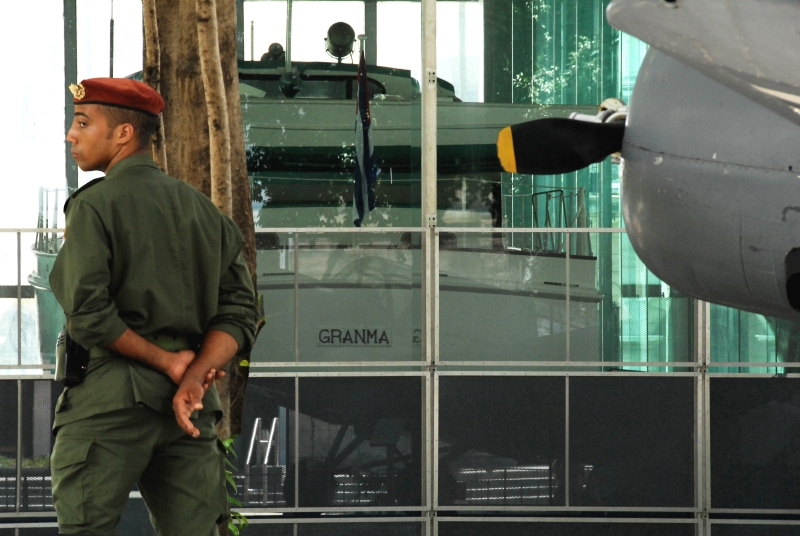
Memorial delGranma La Habana

El desembarco significó un triunfo después de otros intentos fallidos de combatir a la dictadura de Batista, además del enorme valor simbólico al ser la fecha de inicio del Ejército Rebelde y las hoy Fuerzas Armadas Revolucionarias (FAR). En 1976, la nave fue trasladada a la Bahía de La Habana (Puerto de La Habana) por Norberto Collado Abreu, quien había servido como timonel principal durante el viaje de 1956. Desde entonces es exhibido permanentemente en el memorial Granma adyacente al Museo de la Revolución.
En 1999, la UNESCO declaró al parque nacional Desembarco del Granma, como Patrimonio de la Humanidad por la importancia histórica y la riqueza natural del Cabo Cruz y sus alrededores.
El día 2 de diciembre es conmemorado como el día de las Fuerzas Armadas Cubanas, y también se ha exhibido una réplica en funciones estatales para conmemorar el viaje original. En homenaje adicional, el periódico oficial del Comité Central del Partido Comunista de Cuba ha sido bautizado como Granma. El nombre del barco es considerado un símbolo de la Revolución cubana.

## Expedicionarios
82 revolucionarios, la mayoría de ellos cubanos, formaron parte de la expedición.

### Estado Mayor
- Comandante en jefe Fidel Castro Ruz (1926-2016): Líder de la Revolución. Fue primer ministro de Cuba (1959-1976) y Presidente (1976-2006).
- Jefe de Estado Mayor capitán Juan Manuel Márquez Rodríguez (1915-1956): Asesinado el 15 de diciembre de 1956.
- Jefe de Estado Mayor capitán Faustino Pérez Hernández (1920-1992): Ascendido a comandante en 1958. Fue ministro del gobierno revolucionario.
- Jefe pelotón de vanguardia capitán José Smith Comas (1932-1956): Asesinado en Niquero después del desembarco el 8 de diciembre de 1956.
- Jefe pelotón del centro capitán Juan Almeida Bosque (1927-2009): Ascendido a comandante en 1958. Fue dirigente político y vicepresidente de Cuba.
- Jefe de pelotón de retaguardia capitán Raúl Castro Ruz (1931- ): Ascendido a comandante en 1958. Presidente de Cuba (2008-2018)
- Jefe de intendencia Pablo Díaz González (1912-1992): Regresó a Calabazar de Sagua debido a la dispersión de las tropas en la primera emboscada. Se exilió en Estados Unidos y regresó a Cuba tras el triunfo de la Revolución. Fue funcionario del gobierno revolucionario.
- Ayudante Félix Elmuza Agaisse (1917-1956): Asesinado el 8 de diciembre de 1956.
- Ayudante Armando Huau Secades (1931-1957): Regresó a La Habana debido a la dispersión de las tropas en la primera emboscada. Capturado y asesinado en 1957.
- Jefe de sanidad comandante Ernesto Che Guevara de la Serna (1928-1967): Médico argentino exiliado en México. Fue el primero en ser ascendido a comandante en 1957. Fue  presidente del Banco Nacional de Cuba  y ministro de Industrias en el gobierno revolucionario, así como comandante de milicias y embajador itinerante. Capturado y ejecutado por el ejército boliviano en Bolivia en 1967.
- Oficial adscrito al E.M. capitán Antonio ''Ñico'' López Fernández (1932-1956): Asesinado en Niquero después del desembarco el 7 de diciembre de 1956.
- Oficial adscrito al E.M. teniente Cándido González Morales (1929-1956): Asesinado en Niquero después del desembarco el 7 de diciembre de 1956.
- Integrante del E.M. Jesús Montané Oropesa (1923-1999): Capturado en diciembre de 1956, preso hasta el 1 de enero de 1959. Fue dirigente político del gobierno revolucionario.
- Oficial adscrito al E.M. teniente Jesús Reyes García (1920-1974): Logró escapar a la persecución batistiana y se exilió en Guatemala. Regresó tras el triunfo de la Revolución y fue dirigente político del gobierno revolucionario.
- Integrante del E.M. Onelio Pino Izquierdo (1912-1969): Logró escapar a la persecución batistiana.
- Integrante del E.M. Roberto Roque Núñez (1915-1989): Capturado en diciembre de 1956, preso hasta el 1 de enero de 1959. Posteriormente, fue comandante de la Marina de Guerra Revolucionaria y dirigente.

- Integrante del E.M. Mario Oliverio Hidalgo Barrios (1924-): Capturado en diciembre de 1956, preso hasta el 1 de enero de 1959.

- Integrante del E.M. César Gómez Hernández (S/D): Capturado en diciembre de 1956, preso hasta el 1 de enero de 1959.

- Integrante del E.M. Rolando Moya García (S/D): Logró escapar a la persecución batistiana.

### Integrantes de los Pelotones
Los jefes de escuadra fueron: 
- Fernando Sánchez-Amaya Pardal (s/d) (logró escapar a la persecución batistiana).

- Horacio Rodríguez Hernández (n. 1928 - caído en combate el 2 de enero de 1959) (logró escapar a la persecución batistiana y se reincorporó al Ejército Rebelde en 1957).

- José Ponce Díaz (1926-2001) (capturado en diciembre de 1956, preso hasta el 1 de enero de 1959).

- José Ramón Martínez Álvarez (n. 1928 - caído en combate el 7 de diciembre de 1957).

- Arturo Chaumont Portocarrero (s/d) (Capturado en diciembre de 1956, preso hasta el 1 de enero de 1959).

- Norberto Collado Abreu (1921-2008) Timonel del yate. Capturado en diciembre de 1956, preso hasta el 1 de enero de 1959. Capitán de Navío de la Marina de Guerra de Cuba.

- Julio Julito Díaz González (n. 1929 - caído en combate el 28 de mayo de 1957).

- René Bedía Morales (n. 1923 - asesinado el 8 de diciembre de 1956).

- Gino Donè Paro (1924-2008) (partigiano italiano nacido en Venecia, logró escapar a la persecución batistiana y salió del país).

Los otros integrantes de los pelotones fueron: 
- Humberto Lamothe Coronado (n. 1919 - caído en combate el 5 de diciembre de 1956).

- Carlos Israel Cabrera Rodríguez (n. 1935 - caído en combate el 5 de diciembre de 1956).

- Oscar Rodríguez Delgado (n. 1932 - caído en combate el 5 de diciembre de 1956).

- Miguel Cabañas Perojo (n. 1930 - asesinado en Niquero después del desembarco el 8 de diciembre de 1956).

- Tomás David Royo Valdés (n. 1934 - asesinado en Niquero después del desembarco el 8 de diciembre de 1956).

- Andrés Luján Vázquez (n. 1929 - asesinado en Niquero el 8 de diciembre de 1956).

- Armando Mestre Martínez (n. 1927 - asesinado en Niquero el 8 de diciembre de 1956).

- Santiago Liberato Jimmy Hirzel González (n. 1927 - asesinado el 8 de diciembre de 1956).

- Noelio Capote Figueroa (n. 1930 - asesinado el 8 de diciembre de 1956).

- Florentino Raúl Suárez Martínez (n. 1935 - asesinado el 8 de diciembre de 1956).

- Luis Arcos Bergnes (n. 1932 - asesinado el 8 de diciembre de 1956).

- Miguel Saavedra Pérez (n. 1927 - asesinado el 8 de diciembre de 1956).

- Pedro Eduardo Reyes Canto (n. 1935 - asesinado el 8 de diciembre de 1956).

- René Orestes Reiné García (n. 1931 - asesinado el 8 de diciembre de 1956).

- José Lorenzo El Gallego Morán Losilla (n. 1929 - ejecutado por traición en 1957) Se reagrupó con los sobrevivientes en diciembre de 1956.

- Ciro Redondo García (n. 1931 - caído en combate el 29 de noviembre de 1957) Se reagrupó con los sobrevivientes en diciembre de 1956. Ascendido a comandante póstumamente.

- Pedro Sotto Alba (n. 1935 - caído en combate el 26 de junio de 1958) Logró escapar a la persecución batistiana y se reincorporó al Ejército Rebelde en 1957. Ascendido a comandante en 1958.

- Camilo Cienfuegos Gorriarán (1932-1959) Se reagrupó con los sobrevivientes en diciembre de 1956. Ascendido a comandante en 1958. Desaparecido en octubre de 1959 durante un vuelo de Camagüey a La Habana.

- Ramón Emilio Mejías Del Castillo (dominicano, logró escapar a la persecución batistiana y regresó a su país, donde murió en 1966).

- Francisco Chicola Casanovas (1913-1982) (capturado en diciembre de 1956, preso hasta el 1 de enero de 1959).

- Antonio Darío López García (1924-1985) (capturado en diciembre de 1956, preso hasta el 1 de enero de 1959).

- Pablo Arquímedes Hurtado Arbona (?-1987) (capturado en diciembre de 1956, preso hasta el 1 de enero de 1959).

- René Rodríguez Cruz El Flaco (1928-1990) (se reagrupó con los sobrevivientes en diciembre de 1956). Ascendido a Comandante en 1958. Ocupó posteriormente cargos en el gobierno revolucionario.

- Francisco Pancho González Hernández (1928-1994) (se reagrupó con los sobrevivientes en diciembre de 1956).

- Alfonso Guillén Zelaya Alger (1936-1994) (mexicano, capturado y deportado a su país en 1957).

- Antonio Mario Fuentes Alfonso (1925-1995) (capturado en diciembre de 1956, preso hasta el 1 de enero de 1959).

- Reinaldo Benítez Nápoles (1928-1997) Se reagrupó con los sobrevivientes en diciembre de 1956.

- Luis Crespo Cabrera (1923-2002) Se reagrupó con los sobrevivientes en diciembre de 1956.

- Mario Chanes de Armas (1927-2007) Logró escapar a la persecución batistiana.

- Gregorio Enrique Cámara Pérez (1929-2008) (capturado en diciembre de 1956, se reincorporó al Ejército Rebelde en 1957).

- Universo Sánchez Álvarez (1919-2009) (se reagrupó con los sobrevivientes en diciembre de 1956).

- Enrique Cuélez Camps (¿?-2009) (logró escapar a la persecución batistiana).

- Calixto García Martínez (1928-2010) Se reagrupó con los sobrevivientes en diciembre de 1956. Ascendido a comandante en 1958.

- Gabriel Gil Alfonso (1924-2013) Logró escapar y se reincorporó al Ejército Rebelde en 1957.

- Ernesto Fernández Rodríguez (1931-2015) (logró escapar a la persecución batistiana).

- Ángel Emilio Albentosa Chacón (1920-2017) (logró escapar a la persecución batistiana).

- Manuel Echevarría Martínez (¿?-2018) (capturado en diciembre de 1956, preso hasta el 1 de enero de 1959).

- Rafael Chao Santana (1914-s/d) (se reagrupó con los sobrevivientes en diciembre de 1956).

- Esteban Sotolongo Pérez (1928-s/d) (logró escapar y se reincorporó al Ejército Rebelde en 1957).

- Calixto Morales Hernández (1929-s/d) (se reagrupó con los sobrevivientes en diciembre de 1956).

- Efigenio Ameijeiras Delgado (1931-2020) Se reagrupó con los sobrevivientes en diciembre de 1956. Ascendido a comandante en 1958.

- Ramiro Valdés Menéndez (1932) Se reagrupó con los sobrevivientes en diciembre de 1956. Ascendido a comandante en 1958.

- Jaime Costa Chávez (1933-2015) (capturado en diciembre de 1956, se reincorporó al Ejército Rebelde en 1957).

- Carlos Bermúdez Rodríguez (1933) Se reagrupó con los sobrevivientes en diciembre de 1956.

- Arsenio García Dávila (1936-2017) Logró escapar y se reincorporó al Ejército Rebelde en 1957.

- Evaristo Montes de Oca Rodríguez (s/d) (capturado en diciembre de 1956, preso hasta el 1 de enero de 1959).

- José Fuentes Alfonso (s/d) (capturado en diciembre de 1956, preso hasta el 1 de enero de 1959).

- Gilberto García Alonso (s/d) (capturado en diciembre de 1956, preso hasta el 1 de enero de 1959).

- Norberto Godoy de Rojas (s/d) (capturado en diciembre de 1956, preso hasta el 1 de enero de 1959).

- Arnaldo Pérez Rodríguez (s/d) (capturado en diciembre de 1956, preso hasta el 1 de enero de 1959).

- Rolando Santana Reyes (s/d) (capturado en diciembre de 1956, preso hasta el 1 de enero de 1959).

- Raúl Díaz Torres (s/d) (logró escapar y se reincorporó al Ejército Rebelde en 1957). Terminó la guerra con grados de capitán.

- Jesús Gómez Calzadilla (s/d) (logró escapar a la persecución batistiana).

- Armando Rodríguez Moya (s/d) (se reagrupó con los sobrevivientes en diciembre de 1956).